# 指令電話
指令電話（しれいでんわ）は、指令室から重要拠点への指令専用の電話網である。狭い意味では、中央指令所から関係機関間の指令通信専用の電話機・電話回線を用いたものを指す。
特に重要なものは、一般業務用内線電話からも独立した網構成となっている。

## 独立網の例
- 軍事 : 司令部と各部署
- 警察電話 : 警察本部通信指令室と警察署・交番・パトカーなど各現場機関
- 消防電話 : 消防本部通信指令室と消防署、分署や消防団など関係各所
- 鉄道電話 : 運転指令所と各関係機関
- 電力保安通信線 : 給電指令所と発電所・変電所・大口需要家
- 放送事業者（NHK-DX） : 放送センターの主調整室と地域の放送局、キー局とネットワーク傘下の地方局（民放では公衆交換電話網、いわゆる「電話」を使っている）

信頼性の要求レベルの低いものは、一般業務用内線電話との統合やIPセントレックス化されたものもある。

## 必要な機能
指令電話システムに、必要な機能は次のものがある。
- 電話機のスピーカーからの一斉同報通信。
- 指令所の親機の操作による個別・グループ呼び出し。
- 通話中の緊急通報割り込み。

## 呼出信号方式
呼出信号方式として、一斉同報通信を利用した音声呼出がほぼ全てのシステムで可能である。また、次のような個別呼出・グループ呼出信号方式があり、信号方式別に電話機が異なる。
- DTMF
- ダイヤルパルス
- 特定の音声周波数内信号

## 回線方式
多数の電話機を1組の2線式または4線式の通信線路に並列に接続する共同電話がほとんどであり、端末数は、30～90が可能のものが多い。電源は、6Vの直流電源を各電話機に接続する磁石式と同じ方式が多い。
鉄道線路では、メタル通信線路を沿線沿いに敷設し一定間隔で固定型の沿線電話機を設置している。それ以外の場所では接続端子（TBT）を設置しておき、可搬型の磁石式電話機で任意の地点間の通信を確保するものがある。